# Madonna di Piazza
La Madonna di Piazza est une peinture a tempera et huile sur panneau de bois (189 × 191 cm, datant de 1474-1486 visible à la cathédrale de Pistoia.

## Histoire
Le tableau a été commandé à Andrea del Verrocchio en 1474 comme retable de l'oratoire de la Madonna di Piazza (la Vierge de la Place). Il était destiné à commémorer l'évêque Donato de' Medici, dont le nom saint Donat de Fiesole se trouve à droite, avec le patron de Florence saint Jean-Baptiste à gauche. Il a été réalisé en deux parties, avec une forte implication des assistants de l'atelier de Verrochio, en particulier Lorenzo di Credi. La première partie est achevée en 1479, mais la deuxième phase est reportée à 1485 à cause de retards de paiement. La peinture a finalement été achevée en 1486.

## Description et style
Le retable est une conversation sacrée avec au centre la Vierge Marie, assise sur un trône de marbre, entre les saints Jean-Baptiste à gauche et Donato à droite. Le décor est traditionnel, avec une sereine inclinaison des plans : du sol en perspective (sur lequel est étalé un précieux tapis oriental) au trône de Marie, derrière lequel se fondent deux motifs typiques du fond : le paysage et le mur avec les vases penchés et les arbres affleurants. Pour ce faire, l'artiste n'a peint que l'entablement du mur, ouvrant ce dernier à la vue de l'arrière d'une manière assez singulière.

## Attribution
Les historiens du XVIIIe siècle ont attribué l'œuvre à Léonard de Vinci, sur la base d'une note faite par l'artiste sur un folio aux Offices qui rapporte « qu'au mois de ...bre 1478, il commença deux Vierges Maries, dont une est identifiée comme étant La Madone à l'œillet ». Léonard de Vinci, âgé de vingt-deux ans en 1474, n'aurait joué aucun rôle dans la peinture de la Madonna di Piazza au-delà d'un compartiment de la prédelle L'Annonciation du musée du Louvre lequel correspond à un dessin autographe d'une tête de Vierge (répertorié 438 E) au Cabinet des dessins et des estampes des Offices.

## Prédelle
Le tableau comportait à l'origine une prédelle, dont les panneaux sont dispersés dans plusieurs musées. San Donato e il gabelliere de Credi (au Worcester Art Museum) est identifié comme l'un d'entre eux. La Naissance de la Vierge Marie et le Miracle de la neige du Pérugin sont considérés comme faisant aussi parties de cette prédelle.